# Dragon Ball Z: Battle of Z
Dragon Ball Z: Battle of Z (ドラゴンボールZ バトルのゼット, Doragon bōru zetto: Batoru no zetto, littéralement « Dragon Ball Z: Battle of Z ») est un jeu vidéo de combat basé sur l’univers de Dragon Ball. Il est sorti sur PlayStation 3, PlayStation Vita et Xbox 360 à partir du 23 janvier 2014,,.
Sorti moins d'un an après le film Dragon Ball Z: Battle of Gods (le 30 mars 2013), on y trouve alors pour la première fois les personnages du dieu de la destruction Beerus et de son maître Whis. Par ailleurs, comme il n'est pas possible de se transformer en cours de combat dans Battle of Z, les personnages en Super Saiyan sont directement jouables, dont le personnage de Son Goku en Super Saiyan divin qui apparaît pour la première fois dans Battle of Gods. Enfin, les personnages spéciaux de Son Goku Super Saiyan en mode ermite, Vegeto Super Saiyan et Bardock Super Saiyan sont déblocables en DLC.

## Système de jeu
Le menu d’accueil est composé de trois modes : le mode jeu solo, le mode coopération et le mode Battle Royale. Le jeu est composé de soixante missions basées sur la série.

## Accueil
Sur Jeuxvideo.com, le jeu obtient une note de 10/20. Le test effectué par un journaliste du site reproche notamment son faible scénario, quasi inexistant, et indique qu'au fil du gameplay « ce DBZ devient incroyablement simpliste et bourrin et ne vaut au final que pour ses combats à plusieurs ».
Gamekult, quant à lui, lui donne la moyenne de 4/10, soulignant « le mérite de tenter autre chose » par rapport aux Budokai Tenkaichi avec son mode de combats en équipes, mais avec une nouvelle remarque concernant la caméra marquée par des mouvements incontrôlés pendant lesdits combats.